# Арекипская обсерватория
Арекипская обсерватория — астрономическая обсерватория, основанная в 1889 году в Арекипа, Перу.

## Руководители обсерватории
- 1889—1892 — Пикеринг, Уильям Генри — участвовал в организации наблюдений в обсерватории
- 1892—1919 — Солон Ирвин Бейли — участвовал в выборе места для обсерватории
- 1923—1927 — Джон С. Параскевопулос

## История обсерватории
Обсерватория была основана на средства, которые пожертвовала Кэтрин Брюс, будучи вдовой богатого промышленника. Арекипская обсерватория была открыта как южная наблюдательная станция Гарвардской обсерватории в 1889 году около города Лима, Перу. Но в октябре 1890 года была переведена в Арекипа, Перу. В 1927 году обсерватория переехала на своё современное место около города Блумфонтейн, ЮАР и стала называться Обсерватория Бойдена. В данный момент на месте обсерватории в Перу расположена станция лазерной локации ИСЗ. Сами здания обсерватории используются в качестве дома престарелых и часовни.

## Инструменты обсерватории
- Фотографический рефрактор 24 дюйма (61-см) f/5.6 «Брюс» (1893 г.)[2] — в конце XIX века за 1 час экспозиции можно было получить звезды до 16 зв. вел., а площадь кадра вмещала в себя Большую Медведицу[3]. Сейчас павильон телескопа используется как часовня.
- Меридианный фотометр
- 20-дюймовый короткофокусный рефрактор (?)
- Фотографическая камера «Metcalf» (D = 10 дюймов, f/5)
- Визуальный 14-см рефрактор с фокусом 490см
- 13-дюймовый рефрактор
- 8-дюймовый рефрактор (фотографический) — отснято около 2000 фотопластинок
- 5-дюймовый рефрактор (солнечный телескоп)
- 3 и 2.5-дюймовые рефракторы

## Направления исследований
- Фотографический обзор южного полушария (поиск переменных звезд)
- Спектральный анализ (?)
- Метеорологические наблюдения

## Основные достижения
- Открытие Феба (спутник Сатурна)
- Открытие 3-х астероидов: (475) Оклло (первый астероид, открытый в Южной Америке и южном полушарии), 505 Cava и 504 Cora
- Открытие множества туманностей (1126 объектов включено в IC II)
- Наблюдения цефеид в Магеллановых облаках позволили Ливитт, Генриетта Суон сделать открытие зависимости «период-светимость»
- На основе наблюдений в данной обсерватории Шепли, Харлоу смог определить строение Млечного Пути
- Открытие переменных звезд
- Изучение структуры Магеллановых облаков
- Каталог спектров 250 000 звезд до 9 зв. вел.[4]
- Измерение периода вращения вокруг своей оси астероида (433) Эрос в 1903 году по изменению блеска

## Известные сотрудники
- Делайл Стюарт — работал в обсерватории в 1898—1901 гг (можно считать неофициальным директором обсерватории)
- Ройал Харвуд Фрост — работал в обсерватории в 1902—1905 гг (можно считать неофициальным директором обсерватории)

## Интересные факты
- Первая метеорологическая станция в южном полушарии.
- Самый крупный фотографический инструмент на момент установки (апертура 61-см).
- Астероид (737) Арекипа, открытый в 1912 году назван в честь обсерватории и города, в котором она была расположена.